# دينيس ريغي
دينيس ريغي (بالإنجليزية: Denis Reggie)‏ هو مصور أمريكي، ولد في 1955.

## وصلات خارجية
- الموقع الرسمي